# Ханенко, Михаил Осипович
Михаил Осипович Ханенко (1779—1839) — русский филолог, профессор древних языков и российской словесности в Демидовском училище.

## Биография
Родился в 1779 году в Черниговской губернии в дворянской семье. Первоначальное образование получил дома, затем воспитывался в Киево-Могилянской академии (1796—1805) и в Московском университете, окончив курс в 1809 году со степенью кандидата физико-математических наук. 
В 1811 году защитил диссертацию, получил степень магистра философии и свободных наук и поступил на службу старшим комнатным надзирателем и учителем логики, риторики, поэзии и латинского языка в Московский университетский благородный пансион. В 1812 году был назначен профессором Демидовского училища в Ярославле и занимал эту должность до конца жизни, исполняя неоднократно и обязанности проректора. Состоял председателем бывшего при училище общества любителей российской словесности, а также действительным членом такого же общества в Казани.
Он, в частности, написал: «Рассуждение о духе первобытной поэзии» (Москва, 1813) и «Рассуждение о сущности, цели и употреблении изящных искусств» (М., 1828). Уже после его смерти были помещены в «Черниговских губернских ведомостях» за 1852 год его исследования «Граф М. В. Гудим-Левкович» (№ 1) и «О бумагах генерального хорунжего Н. Д. Ханенка» (№ 33 и 34).
Умер в Ярославле в декабре 1839 года.